# Moroi
Moroiul este, în mitologia românească care se crede că ar proveni de obicei dintr-un prunc mort înainte de a fi botezat, ucis sau înmormântat de viu, sau dintr-un mort neputrezit, căruia nu i s-a făcut slujba religioasă. Se crede că moroii plâng noaptea și își cer botezul.
Există credința că moroiul iese noaptea din mormânt în chip de fantomă pentru a pricinui relele celor vii.
Dincolo de Carpați, în majoritatea zonelor etnografice ardelene, cu deosebire în Țara Moților și in zona Pădurenilor din județul Hunedoara, prin moroi (și forma sa feminină, moroiniță) se înțeleg exclusiv vrăjitorii (vrăjitoarele) care fură laptele și mana vacilor, într-un exemplu unic de vampirism îndreptat împotriva belșugului alimentar adus de animalele domestice. În schimb, în Oltenia și în Teleorman, moroii sunt absolut identici cu strigoii, oamenii fiind convinși că dacă mortul a fost în viața sa un om cu inima rea, a dușmănit pe rudele sale și s-a purtat aspru și fără milă cu ai lui, atunci - inevitabil - se face moroi.
Poezia Dumneata de Marin Sorescu amintește moroii:
" Te cunosc, dar nu știu de unde să te iau...
Păi, ia-mă și dumneata de guler... rânjește străinul.
Când să-l ia de guler... nimic... Ăla era moroi...
Dar mâna îi rămăsese țeapănă în aer...
După aia i s-a făcut moale și așa a rămas.
Bine că nu i-a zis moroiul să-l mai ia și de altceva
Că paraliza tot."